# 15ª Brigata meccanizzata
La 15ª Brigata meccanizzata autonoma (in ucraino 15-та окрема механізована бригада?, 15-ta okrema mechanizovana bryhada, unità militare А0610) è stata un'unità di fanteria meccanizzata delle Forze terrestri ucraine, subordinata al Comando operativo "Ovest" e con base a Chmel'nyc'kyj, sciolta definitivamente nel 2019.

## Storia

### Prima formazione
La brigata è stata creata per la prima volta nel settembre 1992, subito dopo l'indipendenza dell'Ucraina dall'Unione Sovietica, a partire dalla 17ª Divisione fucilieri motorizzata della Guardia, unità dell'Armata Sovietica di stanza in Ucraina al momento dello scioglimento dell'URSS. Il 30 ottobre 2000, riprendendo la denominazione originaria della divisione sovietica, la brigata ha preso il nome ufficiale di 15ª Brigata meccanizzata della Guardia "Jenakijevs'ko-Dunajs'ka Ordine della Bandiera Rossa e di Suvorov". Nel 2004 la brigata è stata sciolta.

### Seconda formazione
È stata costituita per la seconda volta all'inizio del 2016, prendendo immediatamente parte ad esercitazioni militari su vasta scala nell'oblast' di Cherson insieme alla 5ª Brigata corazzata, al fine di migliorare la difesa regione. In seguito è rimasta di stanza vicino al confine della Crimea occupata. Nel gennaio 2018 quasi tutte le unità della brigata hanno svolto ulteriori addestramenti presso la base di Javoriv, al fine di migliorare le capacità combattive di artiglieria, truppe corazzate e meccanizzate in vista del dispiegamento nell'oblast' di Luhans'k nell'ambito della guerra del Donbass. Alla fine del 2019 la brigata è stata smobilitata, e durante l'invasione russa dell'Ucraina del 2022 non è stata riattivata, rimanendo parte della riserva in quanto priva di personale ed esistente solo sulla carta. Al suo posto sono state create da zero numerose nuove brigate per accogliere i volontari e i coscritti.

## Struttura
- Comando di brigata[6]
- 1º Battaglione meccanizzato
- 2º Battaglione meccanizzato
- 3º Battaglione meccanizzato
- Battaglione corazzato
- Gruppo d'artiglieria
  - Batteria acquisizione obiettivi
  - Battaglione artiglieria semovente
  - Battaglione artiglieria semovente
  - Battaglione artiglieria lanciarazzi
  - Battaglione artiglieria controcarri
- Battaglione artiglieria missilistica contraerei
- Battaglione genio
- Battaglione manutenzione
- Battaglione logistico
- Compagnia ricognizione
- Compagnia cecchini
- Compagnia guerra elettronica
- Compagnia comunicazioni
- Compagnia radar
- Compagnia difesa NBC
- Compagnia medica